# Dasyprocta fuliginosa
Dasyprocta fuliginosa är en däggdjursart som beskrevs av Johann Georg Wagler 1832. Dasyprocta fuliginosa ingår i släktet agutier och familjen Agoutidae. IUCN kategoriserar arten globalt som livskraftig.
Inga underarter finns listade i Catalogue of Life. Wilson & Reeder (2005) skiljer mellan två underarter.
- D. f. fuliginosa
- D. f. candelensis

## Utseende
Denna gnagare når en kroppslängd (huvud och bål) av 41,5 till 62 cm, en svanslängd av 1,0 till 3,5 cm och en vikt av 1,3 till 4,0 kg. Ovansidan är täckt av borstig päls med de längsta håren vid bakdelen och med en färg som varierar från orange över brun till svart (enligt en annan källa bara svart med vita hårspetsar, se nedan). På undersidan förekommer ljusbrun till gulvit päls. Liksom andra agutier har Dasyprocta fuliginosa bara tre tår vid varje bakfot som är utrustade med klor som liknar hovar. Fyra par spenar förekommer hos honor.
Ovansidans hår har vita spetsar som är synliga som en spräcklig teckning. Även de bruna håren på undersidan kan ha vita spetsar. På strupen är hårens vita del lång eller håren är helt vita. Dasyprocta fuliginosa har 12,5 till 14,0 cm långa bakfötter och 3,5 till 5,0 cm stora öron. En underart av Dasyprocta punctata (D. p. isthmica) som lever i Venezuela är kanske en hybrid mellan Dasyprocta fuliginosa och Dasyprocta punctata.

## Utbredning
Arten förekommer i västra Amazonområdet i Brasilien, Venezuela, Colombia, Ecuador och Peru. En avskild population finns i norra Colombia.
Habitatet utgörs av skogar med fast grund samt av skogar som tidvis översvämmas.

## Ekologi
Dasyprocta fuliginosa äter frukter, frön och ibland andra växtdelar. En hona och en hane som troligen utgör ett par delar stora områden av reviret. De försvarar reviret mot artfränder av samma kön men ibland får ett äldre könsmoget ungdjur tillträde. Arten har olika varningsläten som används när en fiende är i närheten. Dasyprocta fuliginosa trummar även med foten på marken vad som avskräcker vissa angripare som boaormar.
Allmänt är arten dagaktiv men i områden med många människor lämnar den gömstället bara under skymningen och gryningen. Individer som vill nå höga hastigheter utför en rörelse som påminner om hästarnas galopp. De kan även hoppa upp till två meter över marken.
Fortplantningssättet antas vara lika som hos andra släktmedlemmar.